# Tebessú
Tebessú (em fon,Tegbesu}}; em francês: Tegbessou) foi o sexto rei do Daomé.

## Biografia
Filho de Agajá, Tebessu reinou entre abril de 1732 e 17 de maio de 1774.
Em seu governo, ele reforçou a autoridade da parte costeira do reino, que havia sido ocupada por seu pai desde 1727 .
Quando morreu, 285 de suas esposas foram "autorizadas" a juntar-se a ele na vida após a morte e outras 6 foram sepultadas junto com seu corpo - o sacrifício das esposas reais à morte do rei era uma regra no Daomé .
Um dos símbolos favoritos de Tebessú era um manto adornado com pele de búfalo, alusivo ao provérbio "Um búfalo vestido é difícil de despir" .

## Nota
- Este artigo foi inicialmente traduzido, total ou parcialmente, do artigo da Wikipédia em francês cujo título é «Tegbessou», especificamente desta versão.